# سلطان البيشي
سلطان البيشي، من مواليد 28 يناير 1990 في السعودية، لاعب كرة قدم سعودي يلعب في مركز ظهير أيمن.
أعاره الهلال إلى نادي الرائد في عام 2015 و انتقل إلى الفيصلي في عام 2016 و انتقل إلى نادي الخليج مطلع عام 2018 و لعب بعدها مع نادي الأنوار و في عام 2022 انتقل إلى نادي الجبيل.
مثل المنتخب السعودي لكرة القدم في بطولة كأس آسيا للشباب 2008
ومثل المنتخب السعودي الأول في كأس الخليج 21

## إصابة اللاعب
أصيب اللاعب سلطان البيشي بالرباط الصليبي وقرر إجراء العملية الجراحيه بالنجاح .

## وصلات خارجية
- سلطان البيشي على موقع قاعدة بيانات كرة القدم.إي يو (الإنجليزية)
- سلطان البيشي على موقع ناشيونال فوتبول تيمز (الإنجليزية)